# Quneitra
Quneitra, Al-Qunaytirah, Qunaitira o Kuneitra (àrab: القنيطرة, al-Qunayṭira) és la capital, en gran part derruïda i abandonada, de la governació homònima al sud-oest de Síria. Està situada en una vall en els Alts del Golan, a una altura de 1.010 metres sobre el nivell del mar.
Quneitra va ser fundada en època otomana com una estació de pas en la ruta de les caravanes cap a Damasc i, posteriorment, va esdevenir una guarnició que va tenir uns 20.000 habitants, estratègicament localitzada prop de la línia d'armistici amb Israel. El seu nom en àrab significa ‘el pontet’.
El 10 de juny de 1967, en  vigílies de la fi de la guerra dels Sis Dies, Quneitra va caure sota control israelià. Va ser breument recapturada per Síria durant la Guerra del Yom Kippur de 1973, però Israel en va reprendre el control en una posterior contraofensiva. La ciutat va ser destruïda gairebé per complet abans de la retirada israeliana el juny de 1974. Actualment, es troba a la zona de la Força de les Nacions Unides d'Observació de la Separació (FNUOS, en anglès UNDOF) entre Síria i Israel, a curta distància de la frontera de facto entre tots dos països. Israel va ser durament criticada per les Nacions Unides a causa de la destrucció de la ciutat; mentre que, per la seva banda, Israel també va criticar a Síria per no reconstruir Quneitra.

## Condició política
Quneitra és la capital de la governació de Quneitra, una governació del sud-oest de Síria que incorpora els Alts del Golan. La ciutat de Quneitra es troba a la zona dels Alts del Golan controlada per Síria. Israel reclama sobirania sobre la porció dels Alts del Golan que controla, però aquesta reclamació no ha estat reconeguda per cap altre país i l'àrea és vista, sota el dret internacional, com a territori ocupat.

## Geografia i demografia
Quneitra està situada en una vall alta en els Alts del Golan a una elevació d'1.100 metres sobre el nivell del mar. Es troba a l'ombra de la porció ocupada per Israel dels Alts del Golan i del bec de Har Bental a l'oest. L'àrea circumdant està dominada per antics fluxos de lava volcànica, interceptats per diversos cons volcànics inactius que s'alcen uns 150–200 metres per sobre de la plana circumdant. Els pujols volcànics van exercir un paper clau com a punts d'observació i posicions naturals de tir en els conflictes de la regió, especialment, en la Guerra del Yom Kippur. En èpoques més pacífiques, el sòl volcànic fèrtil ha mantingut les activitats agrícoles, tals com els cultius de blat, i el pasturatge.
Durant el període d'entreguerres, la viatgera nord-americana Harriet-Louise H. Patterson va informar que Quneitra estava situada en un bosc d'eucaliptus. Va destacar «la bella vista que ofereix del riu Jordà que flueix des de la muntanya Hermon a través de plantes enfiladisses i baladres rosats i blanques. Quneitra és agradable com un lloc per detenir-se a esmorzar. És fresca sota els arbres frondosos, en general, tranquil·la i relaxant».
La posició de la ciutat en una important ruta comercial va tenir com a resultat que tingués una població variada durant bona part de la seva història. Als inicis del segle xx, estava dominada per musulmans circasians del Caucas. La seva població es va incrementar a unes 21.000 persones, sobretot àrabs, després de la independència siriana de França el 1946. Després del seu abandó el 1967 i la seva posterior destrucció, la població es va dispersar a altres zones de Síria. La ciutat segueix abandonada, amb excepció d'una presència residual de forces de seguretat sirianes.

## Història

### Història primerenca

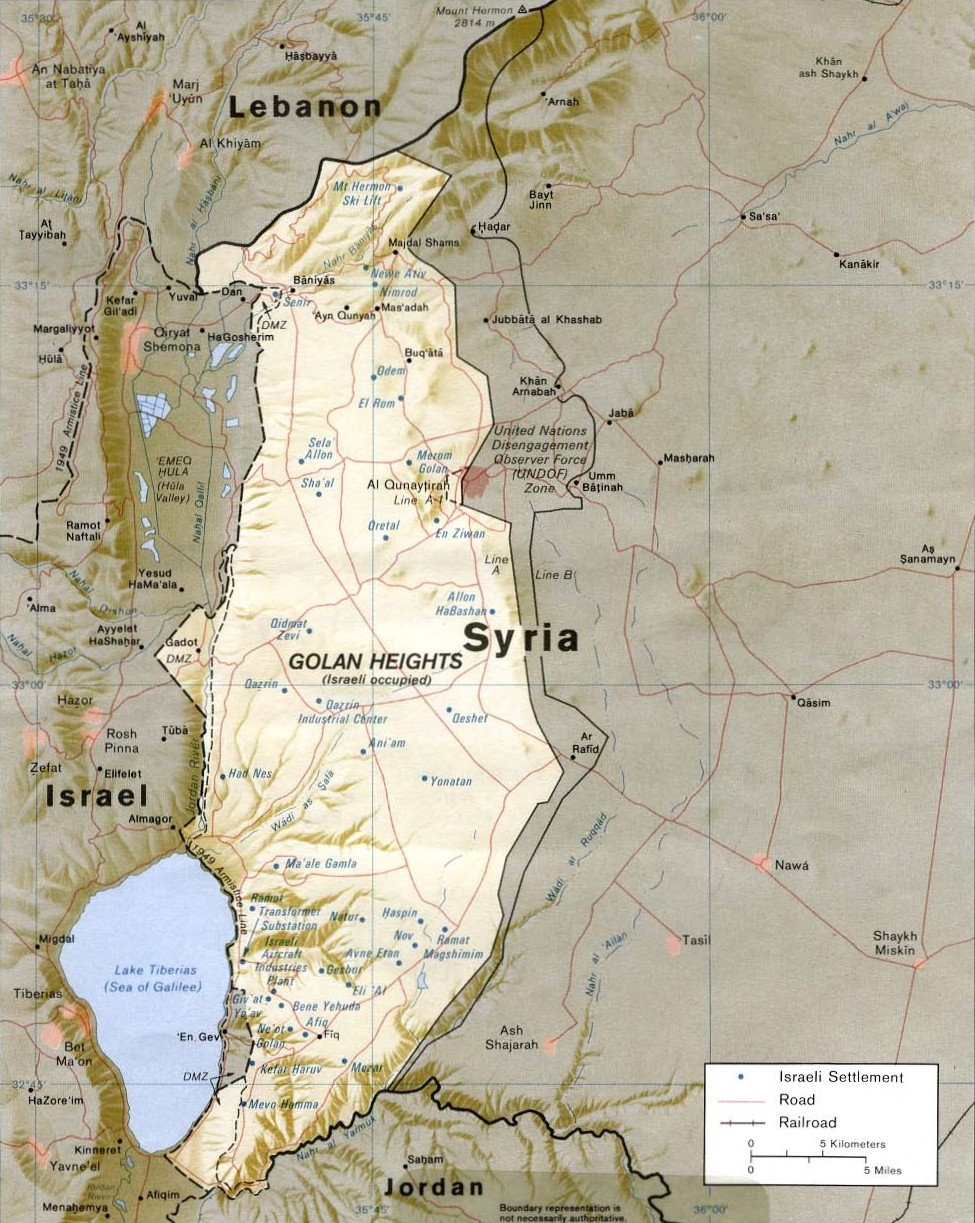
Mapa dels Alts del Golan de 1989, que il·lustra la ubicació de Quneitra i l'àrea circumdant.

L'àrea circumdant de Quneitra ha estat habitada durant mil·lennis. Es creu que caçadors-recol·lectors del Paleolític van viure a la zona, com ho evidencia el descobriment d'eines de sílex Levallois i mosterianes als voltants. Almenys, en èpoques tan primerenques com la romana i romana d'Orient, es va fundar un assentament que va servir com a estació de pas en el camí cap a Damasc a la regió occidental de Palestina. Així mateix, es diu que sant Pau va passar per aquest assentament quan estava de camí entre Jerusalem i Damasc. El lloc de la conversió de Pau ha estat tradicionalment identificat com el petit poble de Kokab, al nord-est de Quneitra, en el camí cap a Damasc.
La ciutat moderna va créixer entorn del nucli d'un caravanserrall otomà, que va ser construït usant les pedres de l'antic assentament destruït. Al segle xx, Quneitra s'havia convertit al centre administratiu de la regió del Golan i en un assentament per als circassians musulmans del Caucas.
Durant la Primera Guerra Mundial, la Divisió muntada australiana i la 5a Divisió de cavalleria van derrotar-hi els turcs otomans el 29 de setembre de 1918, abans de prendre Damasc (vegeu també, la batalla de Megido). Quneitra va ser lloc de diverses batalles durant la Campanya de Síria de la Segona Guerra Mundial, inclosa la batalla de Damasc i la batalla de Kiswe.

### Conflicte àrab-israelià
Quan els Estats moderns de Síria i Israel es van independitzar de França i del Regne Unit, respectivament, després de la Segona Guerra Mundial, Quneitra va adquirir una importància estratègica com a encreuament de carreteres principals a uns 64 quilòmetres de la frontera. Es va convertir en una ciutat amb un mercat pròsper i una guarnició militar, amb la qual cosa la seva població es va triplicar a més de 20.000 habitants, predominantment àrabs.

#### Guerra dels Sis Dies
Quneitra va ser una de les seus sirianes en els Alts del Golan. La captura israeliana de la ciutat va tenir lloc en circumstàncies caòtiques el 10 de juny de 1967, l'últim dia de la Guerra dels Sis Dies. Les forces israelianes van avançar cap a Quneitra des del nord-oest, la qual cosa va provocar que les tropes sirianes es despleguessin al nord de la ciutat, sota un fort bombardeig, per defensar el camí cap a Damasc. A les 8:45 a. m., la ràdio siriana va transmetre per error l'anunci que la ciutat havia caigut en mans israelianes. Alarmats, el redesplegament de l'exèrcit sirià va esdevenir una caòtica retirada al llarg del camí cap a Damasc.
Segons el VIII comandant de brigada Ibrahim Ismail Khahya:
Encara que es va difondre la correcció de l'emissió radiofònica dues hores més tard, els israelians van aprofitar la confusió per apoderar-se de Quneitra. Una brigada sota la direcció d'Albert Mandler va ingressar a Quneitra a les 2:30 p. m. i va trobar una ciutat deserta i coberta d'equip militar abandonat. Un dels comandants israelians va comentar més tard que: la revista Time va informar que «en un esforç per pressionar a les Nacions Unides perquè apliqués un cessament al foc, Radio Damasc va perjudicar al seu propi exèrcit en difondre la caiguda de la ciutat de Quneitra tres hores abans de la seva capitulació real. Aquest informe prematur de la rendició d'una de les seves seus va soscavar la moral de les tropes sirianes que van abandonar l'àrea del Golan.
A la tarda, es va acordar un cessament al foc que va deixar a Quneitra baix control israelià. Al juny de 1967, la revista Time va detallar que «la ciutat de Quneitra era un poble fantasma, les seves tendes estaven tancades, els seus carrers deserts i eren patrullades per israelianes, casa per casa, a la recerca d'amagatalls d'armes i municions. Els pujols feien ressò de les explosions ocasionades pels soldats israelians que van destruir sistemàticament la línia Maginot, des de la qual els sirians havien bombardejat els kibutz al llarg del mar de Galilea».
El representant especial del secretari general de les Nacions Unides, Nils-Goran Gussing, va visitar la ciutat al juliol de 1967 i va informar que «gairebé totes les tendes i cases semblaven haver estat assaltades i saquejades» i que s'havia calat foc a alguns edificis després d'haver-los despullat. Encara que els israelians van dir a Gussing que Quneitra, en realitat, havia estat saquejada pels sirians en retirada, el representant de les Nacions Unides va considerar que això era poc probable, donat l'espai molt curt de temps entre l'anunci radiofònic errat i la caiguda de la ciutat poques hores després. Va concloure que «la responsabilitat per aquest saqueig extens del poble de Quneitra requeia en gran manera en les forces israelianes».

#### Ocupació israeliana
La ciutat deserta va quedar en mans israelianes pels següents sis anys. No obstant això, Israel i Síria es van mantenir en estat de guerra durant tot aquest període (i, de fet, fins a l'actualitat). La ciutat va obtenir un nou valor simbòlic: va ser vista pels sirians com «la insígnia de la derrota de Síria, un emblema d'odi entre Síria i Israel i una creu que [el president sirià Hafez al-Rostiu] havia de suportar». Síria va bombardejar la ciutat en diverses ocasions a principis dels anys 1970; el juny de 1970, una unitat siriana de blindats va llançar un atac, i al novembre de 1972 Radi Damasc va anunciar que l'artilleria siriana havia bombardejat, novament, Quneitra.

#### Guerra de Yom Kipur

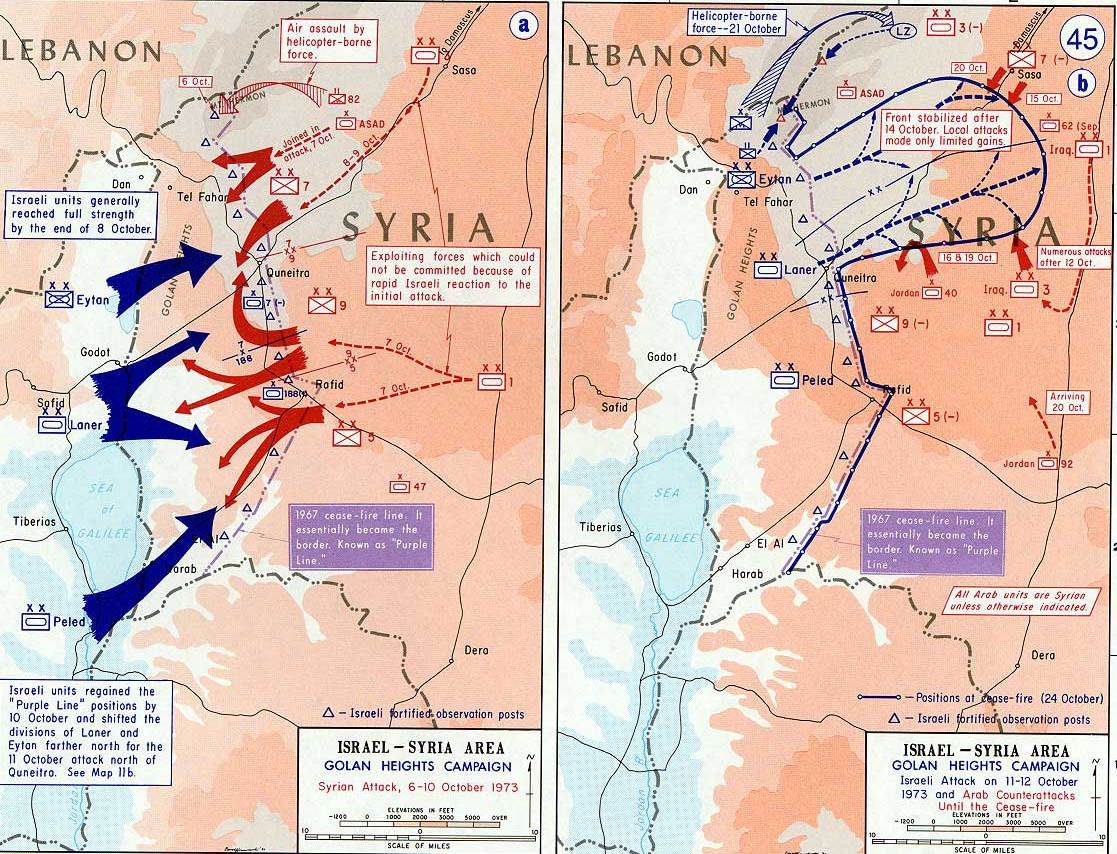
La campanya dels Alts del Golan durant la Guerra de Yom Kipur.

Durant els primers dies de la Guerra de Yom Kipur el 1973, Quneitra va ser breument recapturada per l'exèrcit sirià, abans que aquest fos expulsat novament en una contraofensiva israeliana. A mitjan octubre de 1973, va començar la contraofensiva israeliana. Els sirians havien reunit prop de mil tancs al llarg d'un front de 100 quilòmetres. Amb una concentració massiva de tancs, els israelians van atacar a les forces sirianes. En un inici, els sirians van retrocedir, però després van aconseguir contraatacar i van ingressar novament en territori ocupat. Quneitra va canviar de mans diverses vegades. Finalment, les unitats cuirassades, ajudades per Phantoms i Skyhawks que van ser encarregats del suport aeri proper, per mitjà d'atacs amb napalm contra les unitats sirianes en l'avantguarda, van detenir l'avanç sirià i van fer que els àrabs retrocedissin.
Israel va mantenir el control de la ciutat fins a inicis de juny de 1974, quan va tornar sota control civil sirià, després de l'acord de separació, signat el 31 de maig de 1974, per mitjà dels Estats Units. El lliurament de Quneitra va ser controvertida, perquè els colons israelians, el Likkud i el Mafdal es van oposar a ella i, fins i tot, van establir un assentament israelià als voltants per un breu període. La retirada va entrar en vigor el 6 de juny. El 26 de juny, el president sirià Hafez al-Assad va viatjar a Quneitra, on es va comprometre a reconstruir la ciutat i va reclamar la resta dels territoris ocupats.

#### Tornada sota el control sirià

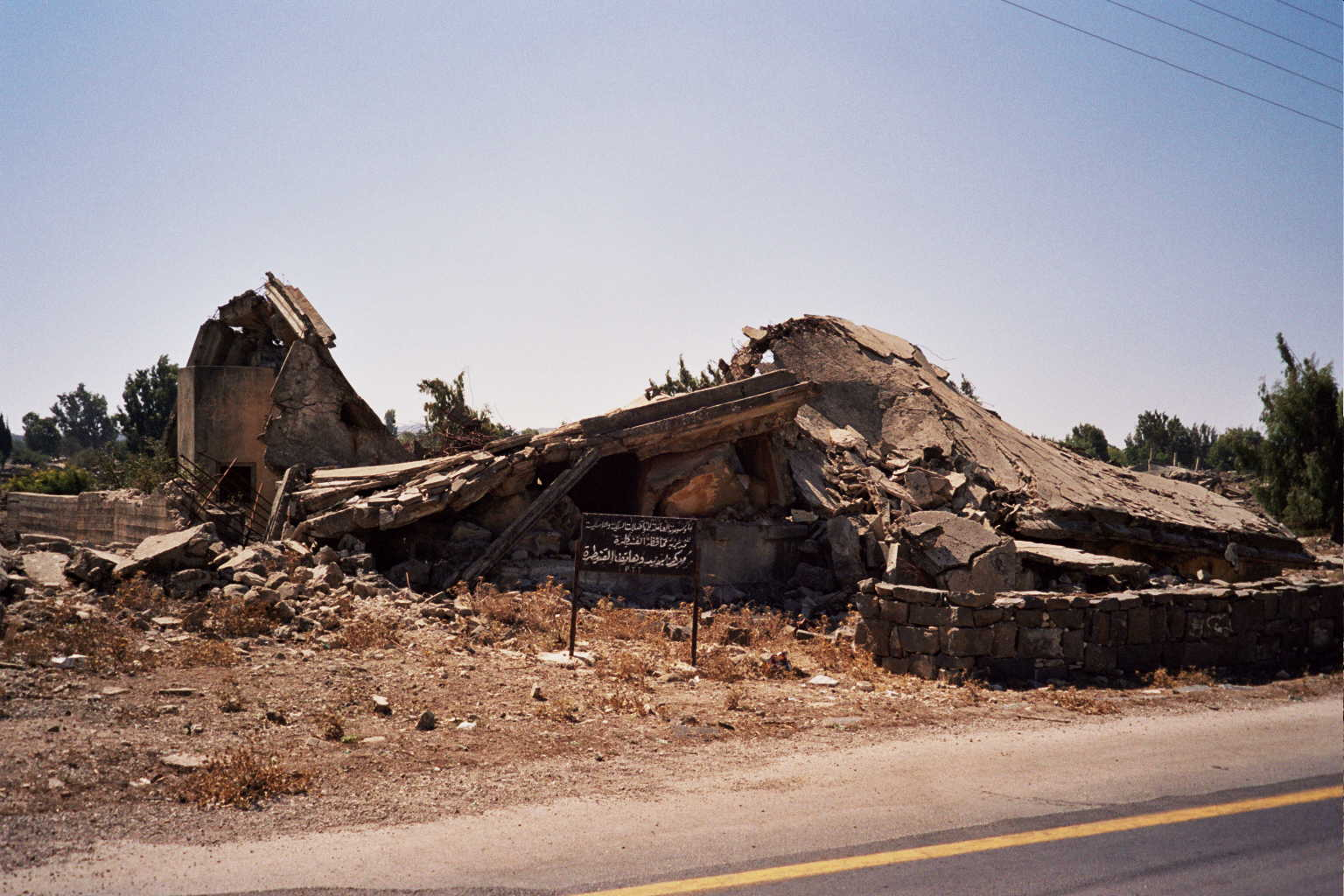
Edifici destruït en Quneitra.

Periodistes occidentals van acompanyar als refugiats sirians en la seva tornada a la ciutat a inicis de juliol de 1974 i van descriure el que van veure en el camp. El corresponsal de la revista Time va informar que «la major part dels seus edificis estan derrocats, bé per dinamita, o bé crivellats per foc d'artilleria». El corresponsal a Síria de Le Monde, en un article per The Times, va donar una descripció detallada, com a testimoni de la destrucció: segons es va informar, la ciutat havia estat sistemàticament saquejada per les forces israelianes, amb qualsevol moble retirat i venut als contractistes israelians. Els edificis buits van ser posteriorment arrasats per tractors i excavadores. En especular sobre les possibles raons per a la destrucció de la ciutat, el corresponsal de The Times va assenyalar en 1974 que «l'evacuació israeliana de Quneitra va prendre lloc, poc després, de la tornada dels presoners de guerra israelianes de Damasc amb moltes històries de tortura», una afirmació que Síria ha rebutjat.
Israel va sostenir que la major part del dany havia estat causat en les dues guerres i durant els duels d'artilleria en l'intermedi. Diversos informes previs a la retirada van fer referència a la ciutat com «en ruïnes». El corresponsal de The Times va veure la ciutat per si mateix el 6 de maig, un mes abans del retir israelià, i la va descriure com «en ruïnes i deserta després de sis anys de guerra i abandó. Sembla una ciutat del salvatge oest copejada per un terratrèmol i si els sirians la recuperen enfrontaran un gran desafiament per a la seva reconstrucció. Gairebé tots els edificis es troben fortament danyats i, en conseqüència, han col·lapsat».
Es va proporcionar una directa evidència sobre la situació de la ciutat quan va ser filmada el 12 de maig de 1974 per un equip periodístic britànic que incloïa al veterà periodista Peter Snow, qui estava informant per la Independent Television News sobre les negociacions de separació. El seu reportatge va ser transmès en el telenotícies de les 10 d'ITN. Segons el corresponsal de The Times Edward Mortimer, «es va oferir als teleespectadors una vista panoràmica de la ciutat, que havia quedat gairebé completament buida des que l'exèrcit sirià l'havia evacuat en 1967. Es podia veure que molts dels edificis van resultar danyats, però la majoria encara estaven en peus». Després del seu lliurament, «molt pocs edificis van quedar en peus. La majoria d'aquests edificis destruïts no presentaven l'esquema irregular de munts
 de runa usualment produïda per l'artilleria o bombaments aeris. Els sostres estaven enrunats, d'una manera que -em van dir- solament pot aconseguir-se dinamitant sistemàticament les parets interiors de suport». Mortimer va concloure que el reportatge «estableix fora de tot dubte raonable que la major part de la destrucció va tenir lloc després del 12 de maig, en un moment en què no va haver-hi lluita en cap lloc de Quneitra».
Les Nacions Unides van establir un «Comitè especial per investigar les pràctiques israelianes que afecten els drets humans de la població de territoris ocupats», el qual va arribar a la conclusió que les forces israelianes havien destruït deliberadament la ciutat abans del seu retir. Les conclusions de l'informe van ser posteriorment adoptades per l'Assemblea General de les Nacions Unides. El 29 de novembre de 1974 es va aprovar una resolució que descrivia la destrucció de Quneitra com «una greu violació de la [quarta] Convenció de Ginebra», i «condemnava a Israel per tals actes», per un marge de 93 vots a favor contra 8 en contra i 74 abstencions. La Comissió de Drets Humans de les Nacions Unides també va aprovar condemnar la «deliberada destrucció i devastació» de Quneitra, en una resolució del 22 de febrer de 1975, per un marge de 22 vots contra un (el dels Estats Units) i 9 abstencions.

### La ciutat actual

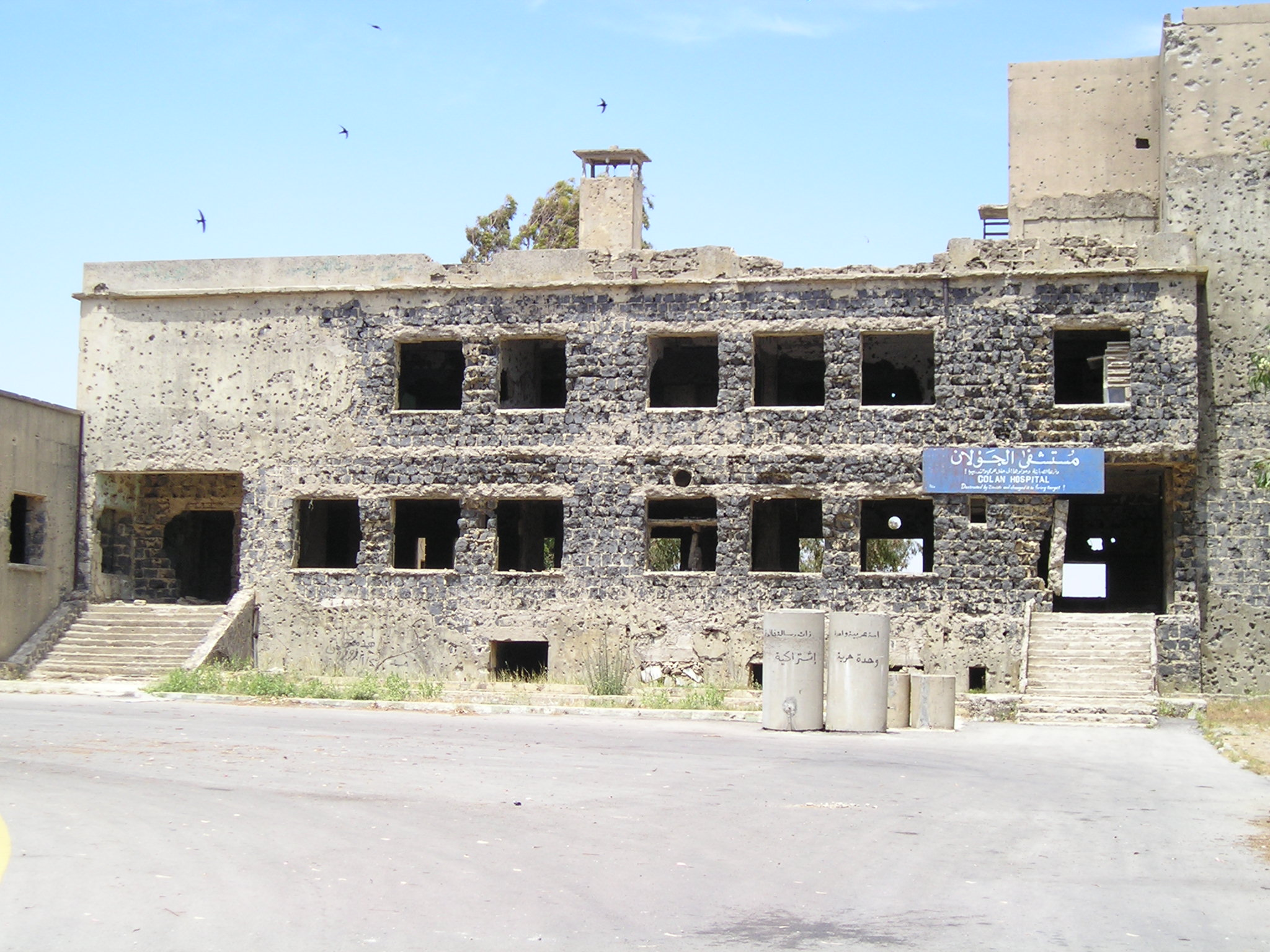
Hospital de Quneitra. El cartell diu: «Hospital de Golan. Destruït per sionistes i canviat a objectiu de tir» [sic].

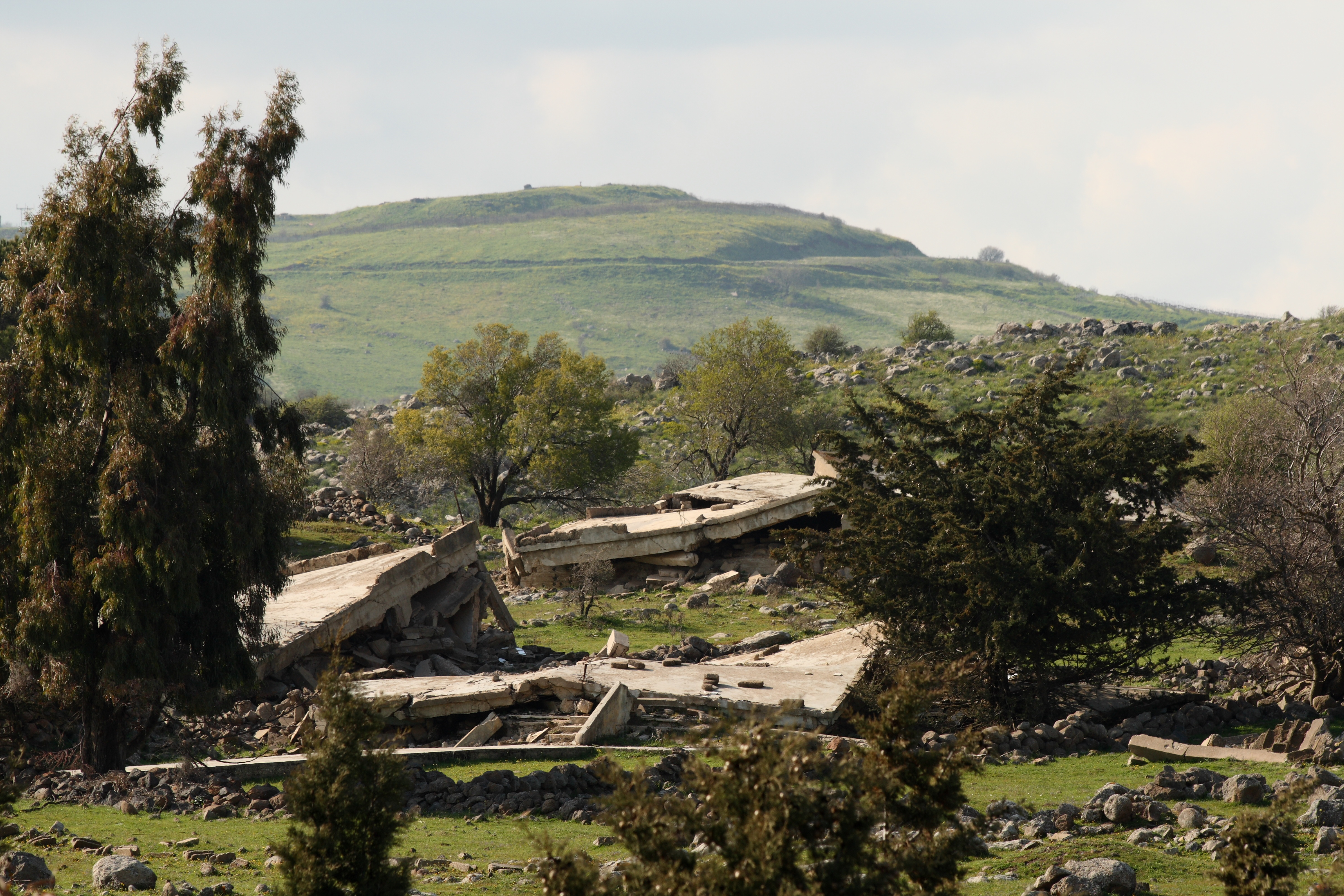
Cases destruïdes en Quneitra, gener de 2010.

A gener de 2010, la ciutat continua destruïda en gran part. Síria ha deixat les ruïnes en el seu lloc i ha construït un museu per recordar la seva destrucció. Manté cartells en les ruïnes de molts edificis i, efectivament, els preserva en la condició en què l'exèrcit israelià els va deixar. Els antics residents de la ciutat no han tornat i Síria no incentiva la repoblació de la zona. La Rough Guide to Syria descriu l'aparença actual de la ciutat de la següent manera: «La primera vista de les cases destruïdes als voltants de Quneitra és la més dramàtica; molts de les teulades intactes simplement descansen sobre una massa d'enderrocs, deixant la impressió d'un edifici que ha esclatat». Síria ha decidit no reconstruir la ciutat abans que es produeixi la devolució de tota la regió dels Alts del Golan.
La ciutat ha estat usada sovint com una parada per a personalitats estrangeres, que van des del president del Consell de Ministres soviètic Alekséi Kosygin, el juny de 1976, fins al papa Joan Pau II, al maig de 2001. Solament un grapat de famílies viu actualment a la ciutat, guanyant-se la vida mitjançant la prestació de serveis a les tropes de les Nacions Unides que patrullen la zona desmilitaritzada. Segons The Times, «la ciutat en ruïnes conservada acuradament s'ha convertit en un lloc de pelegrinatge per a una generació de sirians».
La ciutat pot ser visitada per turistes, però és necessari un permís del Ministeri de l'Interior de Síria i les visites són supervisades per un guia militar. Les principals atraccions en una gira normal inclouen les restes de l'Hospital de Quneitra, la mesquita i església grega ortodoxa. Així mateix, destaca un «Museu de Quneitra Alliberada», que mostra artefactes del passat antic i medieval de la ciutat, el qual és albergat en l'antic caravanserrall otomà al centre de la ciutat. L'extrem occidental de la ciutat marca l'inici de la «terra de ningú», més enllà de la qual es troba el territori controlat per Israel. A causa que la frontera està tancada, no és possible visitar Quneitra des d'Israel.

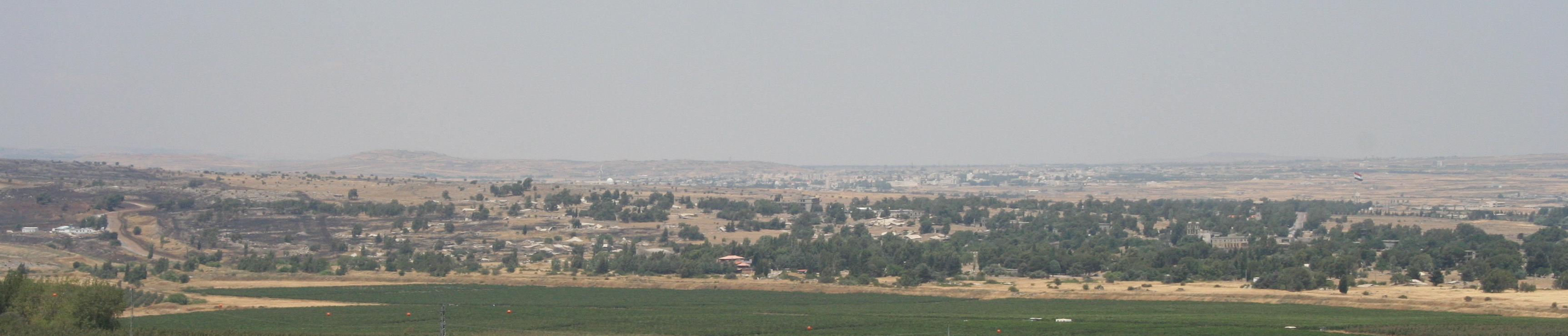
Vista panoràmica de Quneitra des de l'Oest.

El 6 de juny de 2013, el proper encreuament fronterer de Quneitra va ser atacat per forces rebels i ocupat temporalment, per després ser reocupat per l'exèrcit baaszista sirià. Al juliol de 2013, forces de l'oposició van atacar un lloc de control militar a Quneitra, i l'endemà estaven atacant diverses posicions de l'exèrcit baaszista sirià a Quneitra.
L'agost del 2014, les forces rebels van capturar la cruïlla. Un membre filipí de la Força de Manteniment de la Pau de les Nacions Unides (FNUOS) va resultar ferit durant els combats. Com a resultat, el govern austríac va anunciar la retirada de les tropes de la missió de l'ONU.
El 26 de juliol de 2018, l'exèrcit baaszista sirià va reocupar la ciutat de Quneitra.
Al desembre del 2024 la ciutat va quedar sota control d'Israel.